# Гимн Папуа — Новой Гвинеи
Гимн Папуа — Новой Гвинеи — композиция «O Arise, All You Sons» («Встаньте, о сыны!»). 
Композиция была утверждена как национальный гимн после обретения страной независимости 16 сентября 1975 года.

## Мелодия
- MIDI-файл